# Franz de Paula Triesnecker
Franz de Paula Triesnecker, född 2 april 1745 i Kirchberg am Wagram, död 29 januari 1817 i Wien, var en österrikisk astronom.
Triesnecker inträdde vid 16 års ålder i jesuitorden. Efter att ha studerat filosofi i Wien och matematik i Tyrnau undervisade han vid olika jesuitskolor. Han studerade senare teologi i Graz, prästvigdes och blev därefter assistent vid observatoriet i Wien och efterträdde 1792 Maximilian Hell som dess direktör, en befattning vilken han behöll till sin död.
Triesnecker publicerade många avhandlingar inom främst geografi och astronomi, till stor del publicerade i Wiens "Ephemeriden", för vilka han efter Hells död var redaktör tillsammans med Johann Tobias Bürg. I nämnda tidskrift publicerade han bland annat Tabulae Mercurii, Martis, Veneris, Solares (1787–1806). Separat utgavs Novae motuum lunarium tabulae (1802). Han fastställde också latituden och longituden för en rad platser och fullföljde den tidigare påbörjade trianguleringen av Niederösterreich och deltog i trianguleringen av Galizien. Han lät även uppföra Wiens nya observatorium. Han var ledamot av vetenskapliga sällskap i Breslau, Göttingen, München, Sankt Petersburg och Prag.